# Lista monumentelor istorice din județul Buzău - V

Simbol pentru monumentele istorice

Lista monumentelor istorice din județul Buzău - V cuprinde monumentele istorice înscrise în Patrimoniul cultural național al României și aflate în localități ce încep cu litera V din județul Buzău.
Lista completă este menținută și actualizată periodic de către Ministerul Culturii, Cultelor și Patrimoniului Național din România, prin intermediul Institutului Național al Patrimoniului, ultima versiune datând din 2015. Această listă cuprinde și actualizările ulterioare, realizate prin ordin al ministrului culturii.
| Cod LMI                                  | Denumire                                                     | Localitate                                     | Localizare | Datare, Creatori                                              | Imagine               | Erori             |
| ---------------------------------------- | ------------------------------------------------------------ | ---------------------------------------------- | --- | ------------------------------------------------------------- | --------------------- | ----------------- |
| BZ-I-s-B-02297 (RAN: 50451.03)           | Situl arheologic de la Vadu Sorești                          | sat Vadu Sorești; comuna Zărnești              | „Șumurdoaia”, la SE de localitate |                                                               | Încarcă foto \| video | Raportează eroare |
| BZ-I-m-B-02297.01 (RAN: 50451.03.01)     | Așezare                                                      | sat Vadu Sorești; comuna Zărnești              | „Șumurdoaia”, la SE de localitate | sec. IV - V p. Chr., Epoca migrațiilor                        | Încarcă foto \| video | Raportează eroare |
| BZ-I-m-B-02297.02 (RAN: 50451.03.02)     | Necropolă                                                    | sat Vadu Sorești; comuna Zărnești              | „Șumurdoaia”, la SE de localitate | sec. IV - V p. Chr., Epoca migrațiilor                        | Încarcă foto \| video | Raportează eroare |
| BZ-I-s-B-02298 (RAN: 50451.01)           | Situl arheologic de la Vadu Sorești                          | sat Vadu Sorești; comuna Zărnești              | În luncă, pedrumulspre Petrișoru, în marginea de NE a satului                                                                                      |                                                               | Încarcă foto \| video | Raportează eroare |
| BZ-I-m-B-02298.01 (RAN: 50451.01.08)     | Așezare                                                      | sat Vadu Sorești; comuna Zărnești              | În luncă, pedrumulspre Petrișoru, în marginea de NE a satului                                                                                      | sec. XVI - XVII, Epoca medievală                              | Încarcă foto \| video | Raportează eroare |
| BZ-I-m-B-02298.02 (RAN: 50451.01.07)     | Necropolă                                                    | sat Vadu Sorești; comuna Zărnești              | În luncă, pedrumulspre Petrișoru, în marginea de NE a satului                                                                                      | sec. XVI - XVII, Epoca medievală                              | Încarcă foto \| video | Raportează eroare |
| BZ-I-m-B-02298.03 (RAN: 50451.01.06)     | Așezare                                                      | sat Vadu Sorești; comuna Zărnești              | În luncă, pedrumulspre Petrișoru, în marginea de NE a satului                                                                                      | sec. IX - XI, Epoca medievală timpurie                        | Încarcă foto \| video | Raportează eroare |
| BZ-I-m-B-02298.04 (RAN: 50451.01.05)     | Necropolă                                                    | sat Vadu Sorești; comuna Zărnești              | În luncă, pedrumulspre Petrișoru, în marginea de NE a satului                                                                                      | sec. IX - XI, Epoca medievală timpurie                        | Încarcă foto \| video | Raportează eroare |
| BZ-I-m-B-02298.05 (RAN: 50451.01.04)     | Așezare                                                      | sat Vadu Sorești; comuna Zărnești              | În luncă, pedrumulspre Petrișoru, în marginea de NE a satului                                                                                      | sec. III - IV p. Chr.                                         | Încarcă foto \| video | Raportează eroare |
| BZ-I-m-B-02298.06 (RAN: 50451.01.03)     | Necropolă                                                    | sat Vadu Sorești; comuna Zărnești              | În luncă, pedrumulspre Petrișor, în marginea de NE a satului                                                                                       | sec. III - IV p. Chr.                                         | Încarcă foto \| video | Raportează eroare |
| BZ-I-m-B-02298.07 (RAN: 50451.01.01)     | Așezare                                                      | sat Vadu Sorești; comuna Zărnești              | În luncă, pedrumulspre Petrișoru, în marginea de NE a satului                                                                                      | mil. VI - V, Neolitic                                         | Încarcă foto \| video | Raportează eroare |
| BZ-I-m-B-02298.08 (RAN: 50451.01.02)     | Necropolă                                                    | sat Vadu Sorești; comuna Zărnești              | În luncă, pedrumulspre Petrișoru, în marginea de NE a satului                                                                                      | mil. VI - V, Neolitic                                         | Încarcă foto \| video | Raportează eroare |
| BZ-I-s-B-02299 (RAN: 50451.02)           | Necropolă                                                    | sat Vadu Sorești; comuna Zărnești              | „Dealul Șumurdoaia”, la NE de sat, peste pârâu | sec. IV - V p. Chr., Epoca migrațiilor                        | Încarcă foto \| video | Raportează eroare |
| BZ-I-s-B-02300 (RAN: 48450.01)           | Situl arheologic de la Valea Lupului                         | sat Valea Lupului; oraș Pătârlagele            | „Vârful și Culmea Chichilău”, „Pe platoul Podei”                                                                                                   |                                                               | Încarcă foto \| video | Raportează eroare |
| BZ-I-m-B-02300.01 (RAN: 48450.01.04)     | Așezare                                                      | sat Valea Lupului; oraș Pătârlagele            | „Pe platoul Podei”, în latura de NV a satului, la V de șoseaua Buzău-Brașov                                                                        | sec. XVIII - XIX                                              | Încarcă foto \| video | Raportează eroare |
| BZ-I-m-B-02300.02 (RAN: 48450.01.03)     | Așezare                                                      | sat Valea Lupului; oraș Pătârlagele            | „Pe platoul Podei”, în latura de NV a satului, la V de șoseaua Buzău-Brașov                                                                        | sec. VIII - XII, Epoca medievală timpurie                     | Încarcă foto \| video | Raportează eroare |
| BZ-I-m-B-02300.03 (RAN: 48450.01.02)     | Așezare                                                      | sat Valea Lupului; oraș Pătârlagele            | „Pe platoul Podei”, în latura de NV a satului, la V de șoseaua Buzău-Brașov                                                                        | sec. IV p. Chr., Epoca migrațiilor                            | Încarcă foto \| video | Raportează eroare |
| BZ-I-m-B-02300.04 (RAN: 48450.01.01)     | Așezare                                                      | sat Valea Lupului; oraș Pătârlagele            | „Vârful și Culmea Chichilău”, în latura de NV a satului și la poalele acestuia                                                                     | sec. II a. Chr. - sec. I p. Chr., Latène, Cultura geto-dacică | Încarcă foto \| video | Raportează eroare |
| BZ-I-m-B-02300.05 (RAN: 48450.01.05)     | Așezare                                                      | sat Valea Lupului; oraș Pătârlagele            | „Vârful și Culmea Chichilău”, în latura de NV a satului și la poalele acestuia                                                                     | sec. XII - V a. Chr., Hallstatt                               | Încarcă foto \| video | Raportează eroare |
| BZ-I-m-B-02300.06 (RAN: 48450.01.06)     | Așezare                                                      | sat Valea Lupului; oraș Pătârlagele            | „Vârful și Culmea Chichilău”, în latura de NV a satului și la poalele acestuia                                                                     | mil. III - II, Epoca bronzului                                | Încarcă foto \| video | Raportează eroare |
| BZ-I-m-B-02300.07 (RAN: 48450.01.07)     | Așezare                                                      | sat Valea Lupului; oraș Pătârlagele            | „Vârful și Culmea Chichilău”, în latura de NV a satului și la poalele acestuia                                                                     | mil. VI - V, Neolitic                                         | Încarcă foto \| video | Raportează eroare |
| BZ-I-s-B-02301 (RAN: 47569.01)           | Situl arheologic de la Valea Puțului                         | sat Valea Puțului; comuna Merei                | „Hula Pităresei”, la S de sat |                                                               | Încarcă foto \| video | Raportează eroare |
| BZ-I-m-B-02301.01 (RAN: 47569.01.01)     | Așezare                                                      | sat Valea Puțului; comuna Merei                | „Hula Pităresei”, la S de sat | sec. IV p. Chr., Epoca migrațiilor                            | Încarcă foto \| video | Raportează eroare |
| BZ-I-m-B-02301.02 (RAN: 47569.01.02)     | Necropolă                                                    | sat Valea Puțului; comuna Merei                | „Hula Pităresei”, la S de sat | sec. IV p. Chr, Epoca migrațiilor                             | Încarcă foto \| video | Raportează eroare |
| BZ-I-s-B-02302 (RAN: 50031.03)           | Situl arheologic de la Valea Râmnicului                      | sat Valea Râmnicului; comuna Valea Râmnicului  | „Movila Lungă”, „Movila Mare”, „Movila cu vie” |                                                               | Încarcă foto \| video | Raportează eroare |
| BZ-I-m-B-02302.01 (RAN: 50031.04.01)     | Necropolă                                                    | sat Valea Râmnicului; comuna Valea Râmnicului  | „Movila Mare”, la cca. 1,5 km S de sat, la E de drumul spre Heliade Rădulescu                                                                      | sec. IV - V p. Chr., Epoca migrațiilor                        | Încarcă foto \| video | Raportează eroare |
| BZ-I-m-B-02302.02 (RAN: 50031.03.03)     | Așezare                                                      | sat Valea Râmnicului; comuna Valea Râmnicului  | În marginea de S a satului, peste calea ferată, la 270 m E de șoseaua Valea Râmnicului - Rubla                                                     | sec. III - V p. Chr., Epoca migrațiilor                       | Încarcă foto \| video | Raportează eroare |
| BZ-I-m-B-02302.03 (RAN: 50031.01.01)     | Vestigii                                                     | sat Valea Râmnicului; comuna Valea Râmnicului  | „Movila Lungă”, „Movila cu vie”, la S de sat, pe șoseaua Rm. Sărat-Ziduri, la km 6+200, la 600 m E de intersecția cu drumul spre Heliade Rădulescu | sec. III - IV p. Chr., Epoca migrațiilor                      | Încarcă foto \| video | Raportează eroare |
| BZ-I-m-B-02302.04 (RAN: 50031.02.01)     | Așezare                                                      | sat Valea Râmnicului; comuna Valea Râmnicului  | În marginea de N a satului | sec. IV - III a. Chr., Latène A-B, Cultura geto-dacică        | Încarcă foto \| video | Raportează eroare |
| BZ-I-m-B-02302.05                        | Așezare                                                      | sat Valea Râmnicului; comuna Valea Râmnicului  | În marginea de S a satului, peste calea ferată, la 270 m E de șoseaua Valea Râmnicului - Rubla                                                     | sec. XII - V a. Chr., Hallstatt                               | Încarcă foto \| video | Raportează eroare |
| BZ-I-m-B-02302.06 (RAN: 50031.03.01)     | Așezare                                                      | sat Valea Râmnicului; comuna Valea Râmnicului  | În marginea de S a satului, peste calea ferată, la 270 m E de șoseaua Valea Râmnicului - Rubla                                                     | mil. II, Epoca bronzului târziu                               | Încarcă foto \| video | Raportează eroare |
| BZ-I-s-B-02303 (RAN: 48478.02, 48478.01) | Situl arheologic de la Valea Viei                            | sat Valea Viei; oraș Pătârlagele               | „La Biserică”, „La Dedu”, în gospodăriile din jurul bisericii și pe panta de peste gârlă                                                           |                                                               | Încarcă foto \| video | Raportează eroare |
| BZ-I-m-B-02303.01                        | Așezare                                                      | sat Valea Viei; oraș Pătârlagele               | „La Biserică”, în gospodăriile din jur și pe panta de peste gârlă                                                                                  | sec. VI - VII, Epoca migrațiilor                              | Încarcă foto \| video | Raportează eroare |
| BZ-I-m-B-02303.02 (RAN: 48478.02.01)     | Necropolă                                                    | sat Valea Viei; oraș Pătârlagele               | „La Dedu”, în marginea de E a satului, sub dealul înalt                                                                                            | mil. III - II, Epoca bronzului                                | Încarcă foto \| video | Raportează eroare |
| BZ-I-s-B-02304 (RAN: 48478.03)           | Așezare                                                      | sat Valea Viei; oraș Pătârlagele               | „Vârful Stânii”, pe platoul dealului | sec. II a. Chr. - I p. Chr., Latène, Cultura geto-dacică      | Încarcă foto \| video | Raportează eroare |
| BZ-I-s-B-02305 (RAN: 46992.01)           | Situl arheologic de la Văcăreasca                            | sat Văcăreasca; comuna Glodeanu-Siliștea       | „La Siliște”, la S de sat, în jurul lacului, pe Valea Cotorcii                                                                                     |                                                               | Încarcă foto \| video | Raportează eroare |
| BZ-I-m-B-02305.01 (RAN: 46992.01.06)     | Așezare                                                      | sat Văcăreasca; comuna Glodeanu-Siliștea       | „La Siliște”, la S de sat, în jurul lacului, pe Valea Cotorcii                                                                                     | sec. XVI - XVIII                                              | Încarcă foto \| video | Raportează eroare |
| BZ-I-m-B-02305.02 (RAN: 46992.01.04)     | Așezare                                                      | sat Văcăreasca; comuna Glodeanu-Siliștea       | „La Siliște”, la S de sat, în jurul lacului, pe Valea Cotorcii                                                                                     | sec. IV p. Chr., Epoca migrațiilor                            | Încarcă foto \| video | Raportează eroare |
| BZ-I-m-B-02305.03 (RAN: 46992.01.05)     | Necropolă                                                    | sat Văcăreasca; comuna Glodeanu-Siliștea       | „La Siliște”, la S de sat, în jurul lacului, pe Valea Cotorcii                                                                                     | sec. IV p. Chr., Epoca migrațiilor                            | Încarcă foto \| video | Raportează eroare |
| BZ-I-m-B-02305.04 (RAN: 46992.01.03)     | Așezare                                                      | sat Văcăreasca; comuna Glodeanu-Siliștea       | „La Siliște”, la S de sat, în jurul lacului, pe Valea Cotorcii                                                                                     | sec. V a. Chr. - I p. Chr., Latène, Cultura geto-dacică       | Încarcă foto \| video | Raportează eroare |
| BZ-I-m-B-02305.05 (RAN: 46992.01.01)     | Așezare                                                      | sat Văcăreasca; comuna Glodeanu-Siliștea       | „La Siliște”, la S de sat, în jurul lacului, pe Valea Cotorcii                                                                                     | mil. V, Neolitic mijlociu                                     | Încarcă foto \| video | Raportează eroare |
| BZ-II-a-B-02430 (RAN: 47989.01)          | Ansamblul bisericii „Adormirea Maicii Domnului”              | sat aparținător Valea Nehoiașului; oraș Nehoiu | | 1700 – 1710                                                   | Încarcă foto \| video | Raportează eroare |
| BZ-II-m-B-02430.01 (RAN: 47989.01.01)    | Biserica de lemn „Adormirea Maicii Domnului”                 | sat aparținător Valea Nehoiașului; oraș Nehoiu | | 1700 - 1710                                                   | Încarcă foto \| video | Raportează eroare |
| BZ-II-m-B-02430.02                       | Clopotniță                                                   | sat aparținător Valea Nehoiașului; oraș Nehoiu | | 1700 - 1710                                                   | Încarcă foto \| video | Raportează eroare |
| BZ-II-a-B-02487 (RAN: 45995.01)          | Ansamblul bisericii „Intrarea în Biserică a Maicii Domnului” | sat Valea Cătinei; comuna Cătina               | | sec. XVI                                                      | Încarcă foto \| video | Raportează eroare |
| BZ-II-m-B-02487.01 (RAN: 45995.01.01)    | Biserica de lemn „Intrarea în Biserică a Maicii Domnului”    | sat Valea Cătinei; comuna Cătina               | | cca. 1600                                                     | Încarcă foto \| video | Raportează eroare |
| BZ-II-m-B-02487.02 (RAN: 45995.01.02)    | Clopotniță                                                   | sat Valea Cătinei; comuna Cătina               | |                                                               | Încarcă foto \| video | Raportează eroare |
| BZ-II-m-B-02488                          | Biserica de lemn „Sf. Dumitru”                               | sat Valea Muscelului; oraș Pătârlagele         | | 1666                                                          | Încarcă foto \| video | Raportează eroare |
| BZ-II-m-B-02489 (RAN: 48218.01)          | Biserica de lemn „Intrarea în Biserică a Maicii Domnului”    | sat Valea Șchiopului; comuna Pardoși           | 4 | 1784                                                          | Încarcă foto \| video | Raportează eroare |
| BZ-II-m-B-02490                          | Conacul D. D. Maican                                         | sat Varlaam; comuna Gura Teghii                | 45.50033°N 26.43711°E | sf. sec. XIX                                                  | Încarcă foto \| video | Raportează eroare |
| BZ-II-m-B-02491                          | Biserica de lemn „Sf. Nicolae” și „Schimbarea la Față”       | sat Văvălucile; comuna Bozioru                 | 15 | 1832                                                          | Încarcă foto \| video | Raportează eroare |
| BZ-II-m-B-02492                          | Biserica „Sf. Împărați Constantin și Elena”                  | sat Vâlcele; comuna Ulmeni                     | | sec. XIX                                                      | Încarcă foto \| video | Raportează eroare |
| BZ-II-a-A-02493 (RAN: 50111.01)          | Ansamblul bisericii „Buna Vestire”                           | sat Vernești; comuna Vernești                  | 503 45.2091°N 26.7214°E | 1714 – 1715                                                   | Alte imagini          | Raportează eroare |
| BZ-II-m-A-02493.01 (RAN: 50111.01.01)    | Biserica „Buna Vestire”                                      | sat Vernești; comuna Vernești                  | 503 45.2091°N 26.7214°E | 1714 - 1715                                                   |                       | Raportează eroare |
| BZ-II-m-A-02493.02                       | Zid de incintă                                               | sat Vernești; comuna Vernești                  | 503 45.2089°N 26.7215°E | 1714 – 1715                                                   |                       | Raportează eroare |
| BZ-II-s-B-02495                          | Ruinele mănăstirii lui Vintilă Vodă                          | sat Vintilă Vodă; comuna Vintilă Vodă          | la podul peste Slănic, marginea de NV a satului | 1532                                                          | Încarcă foto \| video | Raportează eroare |
| BZ-II-m-B-02498                          | Casa Ștefan Mușat                                            | sat Vintilă Vodă; comuna Vintilă Vodă          | 217 | 1900                                                          | Încarcă foto \| video | Raportează eroare |
| BZ-II-a-B-02494 (RAN: 50237.01)          | Fosta mănăstire din Vintilă Vodă                             | sat Vintilă Vodă; comuna Vintilă Vodă          | 355, cătun Răghinari | sec. XVIII - XIX                                              | Alte imagini          | Raportează eroare |
| BZ-II-m-B-02494.01 (RAN: 50237.01.01)    | Biserica „Sf. Nicolae”                                       | sat Vintilă Vodă; comuna Vintilă Vodă          | 355, cătun Răghinari 45.4729°N 26.7189°E | sec. XVIII - XIX                                              | Alte imagini          | Raportează eroare |
| BZ-II-m-B-02494.02                       | Ruine casă parohială                                         | sat Vintilă Vodă; comuna Vintilă Vodă          | 355, cătun Răghinari 45.4733°N 26.7189°E | 1844                                                          |                       | Raportează eroare |
| BZ-II-m-B-02494.03 (RAN: 50237.01.03)    | Clopotniță                                                   | sat Vintilă Vodă; comuna Vintilă Vodă          | 355, cătun Răghinari 45.4728°N 26.7189°E | sec. XVIII - XIX                                              |                       | Raportează eroare |
| BZ-II-m-B-02494.04 (RAN: 50237.01.02)    | Incintă fortificată                                          | sat Vintilă Vodă; comuna Vintilă Vodă          | 355, cătun Răghinari | sec. XVIII - XIX                                              | Încarcă foto \| video | Raportează eroare |
| BZ-IV-m-B-02549                          | Cruce de piatră                                              | sat Valea Puțului; comuna Merei                | Pe Dealul Viilor, la marginea de S | sec. XIX                                                      | Încarcă foto \| video | Raportează eroare |
| BZ-IV-m-B-02550                          | Cruce de piatră                                              | sat Valea Puțului; comuna Merei                | „Spre fântână” | sec. XIX                                                      | Încarcă foto \| video | Raportează eroare |